# Ali Boussaboun
Ali Boussaboun (Tanger, 11 juni 1979) is een voormalig Marokkaans-Nederlands betaald voetballer en huidig voetbaltrainer die bij voorkeur in de aanval speelde. Tussen 2005 en 2006 speelde hij acht interlands voor het Marokkaans voetbalelftal.

## Carrière
Boussaboun werd geboren in Tanger in een Riffijns gezin afkomstig uit Bni Ammart. Hij verhuisde op zijn vierde vanuit Tanger naar Den Haag. Op de Haagse straten en pleintjes van de Spoorwijk begon hij met voetballen. Spelend voor H.V & C.V Quick werd hij gescout door FC Den Haag waar hij in de B-jeugd begon. In 1996 kreeg Boussaboun zijn eerste profcontract bij de club. Hij was er vier jaar lang een vaste waarde, waarna hij naar FC Groningen verhuisde. Na één seizoen vertrok hij weer, ditmaal naar NAC Breda. Drie seizoenen later, in 2005, tekende hij een contract bij Feyenoord, waar hij niet doorbrak.
In de winterstop van het seizoen 2006-2007 waren er vergevorderde contacten met het Engelse Blackburn Rovers, maar een transfer ketste op het laatste moment af, mede doordat de Engelse club door een blessure van André Ooijer andere prioriteiten had. In plaats daarvan verhuisde Boussaboun voor de rest van het seizoen naar FC Utrecht, dat kampte met een spitsentekort. Hij kwam er in negen wedstrijden niet tot scoren en vertrok in de zomerstop van 2007 naar het Qatarese Al-Wakrah SC, waar hij een eenjarig contract kreeg.
Na het avontuur in Qatar keerde Boussaboun terug bij FC Utrecht waar hij ditmaal in 22 duels vijf keer scoorde. De verbintenis werd na één jaar verbroken, waarna Boussaboun voor één jaar tekende bij Al-Nassr in Saoedi-Arabië.  Hij tekende in augustus 2010 een eenjarig contract bij NAC Breda, waarvoor hij eerder van 2002 tot en met 2005 uitkwam.
Na geen nieuwe club gevonden te hebben, tekende hij op 1 december 2011 een kortlopend seizoen bij ADO Den Haag waarbij de afspraak gemaakt werd dat hij de club in de winterstop weer kan verlaten. Op 9 januari 2012 werd bekendgemaakt dat Ali een contract heeft bij ADO tot het einde van het seizoen 2011/2012.
Sinds 2005 speelde hij twaalf keer voor het Marokkaans voetbalelftal en maakte deel uit van de selectie voor de African Cup of Nations 2006. In 2012 stopt hij met profvoetbal en speelde daarna nog drie jaar bij de amateurs. Daarna werd hij scout voor de Marokkaanse voetbalbond.
In 2019 trad hij aan voor oud-Feyenoord in de Kuip op de open dag van Feyenoord tegen Creators FC. Hij scoorde hier een wonderbaarlijke hattrick met onder andere een snoeiharde vrije trap.

## Trainerscarrière
Sinds augustus 2020 is hij trainer bij GSC ESDO uit Den Haag. Bij deze club begon hij aan zijn trainersloopbaan en hoopte hij zich verder te kunnen ontwikkelen als trainer.

## Profloopbaan
| Seizoen | Club           | Land                                  | Competitie     | Wed. | Goals |
| ------- | -------------- | ------------------------------------- | -------------- | ---- | ----- |
| 1996/97 | ADO Den Haag   | Vlag van Nederland                    | Eerste divisie | 5    | 0     |
| 1997/98 | ADO Den Haag   | Vlag van Nederland                    | Eerste divisie | 26   | 8     |
| 1998/99 | ADO Den Haag   | Vlag van Nederland                    | Eerste divisie | 33   | 4     |
| 1999/00 | ADO Den Haag   | Vlag van Nederland                    | Eerste divisie | 31   | 5     |
| 2000/01 | ADO Den Haag   | Vlag van Nederland                    | Eerste divisie | 32   | 15    |
| 2001/02 | FC Groningen   | Vlag van Nederland                    | Eredivisie     | 24   | 4     |
| 2002/03 | NAC            | Vlag van Nederland                    | Eredivisie     | 28   | 4     |
| 2003/04 | NAC Breda      | Vlag van Nederland                    | Eredivisie     | 29   | 6     |
| 2004/05 | NAC Breda      | Vlag van Nederland                    | Eredivisie     | 29   | 13    |
| 2005/06 | Feyenoord      | Vlag van Nederland                    | Eredivisie     | 25   | 4     |
| 2006/07 | Feyenoord      | Vlag van Nederland                    | Eredivisie     | 11   | 2     |
| 2006/07 | FC Utrecht     | Vlag van Nederland                    | Eredivisie     | 9    | 0     |
| 2007/08 | Al-Wakrah SC   | Vlag van Qatar                        | Qatari League  | 18   | 11    |
| 2008/09 | FC Utrecht     | Vlag van Nederland                    | Eredivisie     | 22   | 5     |
| 2009/10 | Al-Nassr Dubai | Vlag van Verenigde Arabische Emiraten | UAE League     | 24   | 13    |
| 2010/11 | NAC Breda      | Vlag van Nederland                    | Eredivisie     | 21   | 3     |
| 2011/12 | ADO Den Haag   | Vlag van Nederland                    | Eredivisie     | 10   | 0     |